# 통영 근대역사문화공간
통영 근대역사문화공간은 대한민국 경상남도 통영시에 있다. 2020년 3월 9일 대한민국의 국가등록문화재 제777호로 지정되었다.

## 등록 사유
통영 중앙동 및 항남동 일대는 조선시대 성 밖 거리의 흔적들이 남아 있을 뿐 아니라, 대한제국기부터 지속적으로 조성된 매립지와 일제강점기 및 해방 이후까지 번화하였던 구시가지의 근대 도시 경관 및 건축 유산이 집중적으로 보존되어 있어 보존 및 활용 가치가 높다고 평가되고 있다.

## 세부 내역
| 번호    | 사진 | 명칭                       | 소재지                                           | 관리자 (단체) | 지정일              | 참조 |
| 777-1호 |      | 통영 중앙동 근대주택 1     | 경남 통영시 창동2길 1 (통영시 중앙동 80-1)       | 통영시        | 2020년 3월 9일 지정 | ,    |
| 777-2호 |      | 통영 중앙동 근대주택 2     | 경남 통영시 창동2길 3 (통영시 중앙동 81-3)       | 통영시        | 2020년 3월 9일 지정 | ,    |
| 777-3호 |      | 통영 중앙동 근대상가주택 1 | 경남 통영시 중앙로 151-8                         | 구OO, 통영시  | 2020년 3월 9일 지정 | ,    |
| 777-4호 |      | 통영 중앙동 근대상가주택 2 | 경남 통영시 중앙로 144-1 (통영시 중앙동 111-4)   | 김OO          | 2020년 3월 9일 지정 | ,    |
| 777-5호 |      | 통영 구 석정여인숙         | 경남 통영시 강구안길 17 (통영시 항남동 1-3)      | 이OO          | 2020년 3월 9일 지정 | ,    |
| 777-6호 |      | 통영 항남동 근대상가       | 경남 통영시 강구안길 10 (통영시 항남동 79-2)     | 이OO 외 1인   | 2020년 3월 9일 지정 | ,    |
| 777-7호 |      | 통영 구 대흥여관           | 경남 통영시 항남1번가길 18 (통영시 항남동 83-2)  | 진OO 외 1인   | 2020년 3월 9일 지정 | ,    |
| 777-8호 |      | 통영 김상옥 생가           | 경남 통영시 항남1번가길 13 (통영시 항남동 64)    | 제OO          | 2020년 3월 9일 지정 | ,    |
| 777-9호 |      | 통영 구 통영목재           | 경남 통영시 통영해안로 311 (통영시 항남동 100-2) | 고OO          | 2020년 3월 9일 지정 | ,    |

### (777-1) 통영 중앙동 근대주택 1
- 조선시대 옛 길이자 일제강점기 번화가였던 세병로에 인접한 상점의 부속 주택으로, 건물 하부에는 과거 통영 읍성의 일부 흔적이 남아 있다. 현재 상점은 소실되었으나 주택은 비교적 원형이 잘 보존되어 있어 등록할만한 가치가 있는 것으로 판단된다.

### (777-2) 통영 중앙동 근대주택 2
- 통영 중앙동 근대주택 1과 같이 조선시대 옛 길이자 일제강점기 번화가였던 세병로에 인접한 상점에 부속된 주택으로, 비교적 원형이 잘 보존된 상태로 남아 있어 과거 이 일대의 근대화된 도시경관을 잘 보여주고, 지역의 흔적과 장소성, 건축적 가치를 지닌 건축물로서 등록할만한 가치가 있는 것으로 판단된다.

### (777-3) 통영 중앙동 근대상가주택 1
- 일제강점기에 건립되어 해방 이후에도 계속하여 상점으로 사용되면서 세병로의 번화한 분위기를 담은 건축물이며 1919년 3.1운동과 연관 있는 장소라는 측면에서 장소적, 역사적 가치를 지닌 것으로 보인다. 전반적인 공간 구성이 남아있고 2층은 원래의 구조와 형태를 잘 유지하고 있어 등록할만한 가치가 있는 것으로 판단된다.

### (777-4) 통영 중앙동 근대상가주택 2
- 일제강점기 강구안 항구가 매립되어 시가지가 확장되는 과정에서 개설된 중앙로에 위치한 2층 상가주택으로 상업거리의 형성과정을 보여주는 건축물이다. 전체적인 중앙로의 가로경관에서 옛 모습을 많이 간직하고 있는 건축물이라는 측면에서 등록할만한 가치가 있는 것으로 판단된다.

### (777-5) 통영 구 석정여인숙
- 일제강점기 항남동 일대에 조성된 매립지에 자리 잡은 여인숙으로, 여객부두가 있어 여객이 많았던 강구안 항구의 상황을 잘 보여주는 장소인 동시에, 매립지에 드물게 건축된 근대한옥이라는 측면에서 의미가 있어 등록할만한 가치가 있는 것으로 판단된다.

### (777-6) 통영 항남동 근대상가
- 일제강점기 매립된 항남동에 건축된 상가로, 통영정미소의 부속 건물로 사용된 것으로 추정되며 통영의 생활사와 밀접한 관련이 있는 것으로 보인다. 비록 통영정미소 시설은 멸실되었으나, 이 건물을 통해 당시 항구 부근에 위치하였던 정미업의 흔적은 살펴볼 수 있다. 또한 건축물의 구조체와 지붕 구조 등에서 원형을 살펴볼 수 있고, 생활사적 가치가 있어 등록할 만한 가치가 있는 것으로 판단된다.

### (777-7) 통영 구 대흥여관
- 통영 구 대흥여관은 세병로와 이어지는 조선시대 옛 길(현 항남1번가길)에 위치한 2동의 건물로 일제강점기 조선인이 운영한 여관이라는 점에서 의미가 있다. 2층 건물의 경우, 가늘고 긴 필지의 특성을 살려 건축되었을 뿐 아니라, 건물의 외부와 내부도 비교적 잘 남아있다. 1층 건물의 경우, 증개축을 거치며 다소 변형된 상태이나 후면 석축 등은 원형으로 보인다. 2동이 함께 여관으로 사용되었기에 지역의 생활사적 측면에서 가치가 있는 만큼 등록할 만한 가치가 있는 것으로 판단된다.

### (777-8) 통영 김상옥 생가
- 통영성 밖 조선시대의 옛길(현 항남동1번가길)에 위치한 건물로, 일제강점기부터 해방 이후까지 이어져온 이 일대의 근현대 도시경관을 대표하는 건축물이라는 측면에서 의미가 있으며, 통영 출신의 시조 시인 김상옥이 태어난 곳이라는 측면에서도 등록가치가 있는 것으로 판단된다.

### (777-9) 통영 구 통영목재
- 통영 강구안 항구 주변에 형성되었던 근대 산업‧업무‧상업지역의 역사를 보여주는 대표적인 사례로서, 내부 구조가 원형 그대로 남아 있는 매우 드문 예일 뿐 아니라 마당과 넓은 내부 공간을 가지고 있어 입지가 좋아 향후 활용가치도 높다. 해방 이후에도 통영목재, 고려목재로 이어지며 통영의 현대사에 있어서도 중요한 산업유산으로서의 가치가 높은 건축물로서 등록할 만한 가치가 충분한 것으로 판단된다.

## 참고 자료
- 통영 근대역사문화공간 - 국가유산청 국가유산포털